# Bandar-e Anzali
Bandar-e Anzali (perz. بندر انزلی) je grad u na sjeveru Irana odnosno luka na južnoj obali Kaspijskog jezera. Zemljopisno je smješten oko 20 km sjeverozapadno od Rašta, sjedišta pokrajine Gilan. Prosječna godišnja temperatura u gradu je 16,1°C, a prosječna količina padalina od 1853,5 mm čini ga jednim od najkišovitijih mjesta u Iranu. Nadmorska visina grada je −16 m. Gospodarstvo Bandar-e Anzalija orijentirano je na pomorski promet, a na važnosti je osobito dobio 1899. godine kada je izgrađena cesta kojom je spojen s Teheranom. Grad je poznat i po proizvodnji skupocjenog kavijara. Prema popisu stanovništva iz 2006. godine u Bandar-e Anzaliju je živjelo 110.643 ljudi.

## Poveznice
- Gilan

## Vanjske poveznice
- (perz.) Službene stranice Bandar-e Anzalija  Arhivirana inačica izvorne stranice od 20. lipnja 2017. (Wayback Machine)

Ostali projekti
|  | Zajednički poslužitelj ima još gradiva o temi Bandar-e Anzali |